# 2006 RJ103
2006 RJ103 — троянский астероид Нептуна, впервые наблюдавшийся в рамках обзора Sloan Digital Sky Survey в обсерватории Апачи-Пойнт, Нью-Мексико 12 сентября 2006 года. Пятый и крупнейший из открытых объектов такого типа, обладает диаметром около 180 км. По состоянию на 2016 год находился на расстоянии 30,3 а. e. от Нептуна.

## Орбита и классификация
Троянские астероиды Нептуна являются резонансными астероидами в резонансе 1:1 с Нептуном. Большая полуось орбиты и период обращения
почти совпадает с соответствующими значениями для орбиты Нептуна (30,10 а. е.; 164,8 года).
2006 RJ103 принадлежит группе троянских астероидов в точке Лагранжа L4, опережающей Нептун на 60° при движении по орбите. Обращается вокруг Солнца по орбите с большой полуосью 29,94 а. e. на расстоянии 29,0-30,9 а. е. с периодом 163 года и 10 месяцев (59844 дней). Орбита обладает эксцентриситетом 0,03 и наклоном 8° относительно плоскости эклиптики.

## Физические характеристики
Получена оценка среднего диаметра 2006 RJ103 на основе данных о видимой звёздной величине 22,0, равная 180 км. На основе соотношения для перевода абсолютной величины к диаметру получена оценка диаметра 130 км при абсолютной звёздной величине 7,5 в предположении альбедо 0,10.

## Номер и название
Вследствие высокой степени неопределённости астероиду не был присвоен номер. Если название будет присвоено, то оно будет связано с персонажами греческой мифологии — с амазонками, вслед за открытыми ранее объектами такого типа (см. (385571) Отрера и (385695) Клета).